# Penamacor
Penamacor là một huyện thuộc tỉnh Castelo Branco, Bồ Đào Nha. Huyện này có diện tích 564 km², dân số thời điểm năm 2001 là 6658 người.